# Encyclopedia of Pseudoscience
Энциклопе́дия лженау́ки: от похище́ний инопланетя́нами до рефлексоло́гии (англ. Encyclopedia of Pseudoscience: From Alien Abductions to Zone Therapy) — энциклопедия, вышедшая в 2000 году под редакцией Уильяма Ф. Уильямса с целью «распознать, определить и объяснить термины и понятия связанные с миром „якобы науки“». Она включает в себя более 2000 статей, охватывающих явления, людей, события, темы, места и общества.

## Критерии включения
Уильямс описывает критерии включения следующим образом:

Начну вот с чего, я дам определение науке: Деятельность по обобщению наблюдений с целью  дать разумное объяснение — теория — отдельной части нашего мира и затем проверка теории опытом, отвергающая суждение, если оно не подтвердилось, или принимающее его временно, если оно подтвердилось.[...]
Это будет моим мерилом в том, что относится к науке, а что относится к лженауке, мошенничеству, или к чему-то иному, чем истинная наука.[...] есть множество категорий (1) претензии на научный статус, которые не соответствуют этому определению ни в коей мере, (2) мошенничества и мистификации, (3) ошибочные теории, которые рано или поздно будут опровергнуты, (4) идеологические предположения, (5) суеверие. Вышеизложенное можно подытожить, сказав, что мы включили в этот том, тем самым подразумевая возможное отнесение к лженауке, те предметы, которые не являются общепринятыми как законные науки, но которые были заявлены или сейчас заявлены как таковые. На всякий случай мы включили и темы на переднем крае исследований, которые до сих пор вызывают споры.
Оригинальный текст (англ.)I have to start somewhere, I am going to use this definition of science: 'The practice of generalizing from observations to form a rational explanation -- a theory -- of a particular part of our world and then testing that theory by experiment, rejecting it if it does not match up [disambiguation], accepting it provisionally if it does'.[...] This then, will be my criterion for deciding what to categorize as science and what is pseudoscience, fraud, or something other than true science.[...]
 there are many distinct categories (1) claims for scientific status that do not satisfy the definition by any stretch of the imagination (2) frauds and hoaxes (3) mistaken theories that are sooner or later disproved (4) ideological presumptions (5) superstition.
The foregoing might be summarized by saying that we have included in this volume, thereby implying that they may be pseudoscientific , matters that are not generally accepted as legitimate science but that are or have been claimed to be so. For good measure we have included topics at the forefront of research that are still controversial."

## Примеры статей
В книгу включено большое количество справок, охватывающих в частности такие области, как астрология, френология, уфология и Общество плоской Земли.

## Авторы
Советники и консультанты:
- Жером Кларк[англ.] — председатель редакционного совета;
- Жозеф Аллен Хайек — Центр изучения НЛО[англ.];
- Джон Гордон Мелтон — религиовед, научный сотрудник кафедры религиоведения Калифорнийского университета в Санта-Барбаре;
- Карл Митчам[англ.] — профессор философии, естественных наук, технологий и общества Университета штата Пенсильвания;
- Марчелло Труцци — директор Центра научного изучения аномалий, профеессор социологии Восточно-Мичиганского университета[англ.].

Авторы статей:
- Дэниэл В. Конуэй,
- Лисли В. Далтон,
- Р. Г. Алекс Далби,
- Р. Шэннон Дюваль,
- Хонор К Фаррелл,
- Джефф Фрэзер,
- Джон и Макмиллан,
- Джон Гордон Мелтон,
- Терри О'Нил,
- Кеннет Р. Шиферд,
- Стивен Утли,
- Джойс Уильямс,
- Уильям Ф. Уильямс.

## Редактор
Уильям Ф. Уильямс был приглашённым профессором кафедры науки, технологии и общества Университета штата Пеннсильвания. В 1992—1993 годах был сотрудником Уильяма Вайса в инженерии. А также был сотрудником Лидского университета.

## Рецензия
Обозреватель журнала Skeptical Inquirer Дэвид Блумберг следующим образом отозвался на выход энциклопедии в свет: «ошибки, большие и малые, можно найти повсюду», «Она больше похожа на набор мнений», «необходимо преподносить материал в равной мере точно и объективно. К сожалению, это издание неудачно с обеих точек зрения».